# ちりとてちんオリジナルサウンドトラック
『ちりとてちんオリジナルサウンドトラック』は、2007年12月19日にエピックレコードより発売された、NHK連続テレビ小説『ちりとてちん』の中で使用された楽曲を収録したアルバム。収録されている35曲全てを佐橋俊彦が作曲・編曲している。

## 概要
- 物語の内容や登場人物などの性格に合わせ、長いタイトルが付与された楽曲が多い。
- 4曲目は『きよみの「き」は･･･』という様にカッコが付いているが、18・25曲目にはカッコが付いていない。

## 収録曲
1. The Wonder Years 〜あの素晴らしき歳月に〜
2. ふるさとの海風
3. 楽しい家族
4. きよみの「き」は「きっといいことが」のき
5. お母ちゃんのボレロ
6. 何もしないブルース
7. 幸せになりたい
8. Unlucky　Girl
9. スポットライトを浴びて
10. 残念無念ちゃいまんねん
11. ひとりじゃないよ
12. 私の中の"ビーコ"
13. 夜明けを信じられない夜もある
14. 母の笑顔は朝日のように
15. いいことありそう
16. 行き当たりばっちり
17. だめでもともと
18. きよみのきは「きぼう」のき
19. ちょい悪オヤジなんて言葉のなかったあの頃
20. お前こそ誰やねん
21. 恋のはじめのほんまにはじめ
22. かなわぬ憧れ
23. 幸せになりたい、のに
24. なぜ君は誤解されやすい生き方を選ぶのか
25. きよみのきは「きっと悪いことが」のき
26. 幸せになりたい、だけなのに。
27. The Wonder Years Waltz 〜素晴らしき歳月のワルツ
28. 戻らない歳月を想えば胸が痛みます
29. 扉を叩く勇気が欲しいのです
30. 寝床（ハミングバージョン）
31. 憧れでは終わらせない
32. 忘れられない初高座
33. ぶいぶい言わしてましたよあの頃は
34. ひとりじゃないよ、ひとりじゃなかったよ
35. Forward to the Wonder Years 〜あの素晴らしき歳月に〜

## 備考
- オープニングテーマでもある1曲目の「The Wonder Years 〜あの素晴らしき歳月に〜」のピアノ演奏は女優兼ピアニストの松下奈緒が担当している（その他の曲はスタジオミュージシャンによる演奏）。
- 本サウンドトラックには収録されていないが、ピアノ演奏を担当した松下奈緒のアルバム『poco A poco』に「ちりとてちんメインテーマ・ロングバージョン」が収録されている。この楽曲はサウンドトラックの1曲目「The Wonder Years 〜あの素晴らしき歳月に〜」のロングバージョンにあたる。
- ディスク盤面、ブックレット、およびカバーにおいて、29曲目「扉を叩く勇気が欲しいのです」と30曲目「寝床（ハミングバージョン）」の順番が逆に印刷されていることが判明し、無償で交換を行っていた（現在は終了）。
- 『ちい散歩』をはじめいろいろな番組で使用される。